# Zimzelen
Zimzelen (pavenka, zimozelenka, lat. Vinca), rod vazdazelenih trajnica i polugrmova iz porodice Apocynaceae.
Posljednja otkrivena vrsta iz ovog roda je Vinca ispartensis iz Turske, otkrivena 2015 u provinciji Isparta.
U Hrvatskoj rastu 3 vrste, mali i veliki zimzelen i Vinca herbacea
Po rodu zimzelen u hrvatskom jeziku imenovana je porodica Apocynaceae, čiji je najpoznatiji predstavnik indijska konoplja.

## Vrste
1. Vinca difformis Pourr.
2. Vinca erecta Regel & Schmalhausen
3. Vinca herbacea Waldst. & Kit.
4. Vinca ispartensis Koyuncu & Ekci[3]
5. Vinca major L., veliki zimzelen
6. Vinca minor L. mali zimzelen
7. Vinca soneri Koyuncu